# Kaltennordheim
Kaltennordheim là một thị xã ở huyện Wartburgkreis, bang Thuringia, Đức. Dân số cuối năm 2006 là 1782 người. Đô thị này tọa lạc ở dãy núi Rhön, 22 km về phía tây nam của Bad Salzungen, và 35 km về phía đông của Fulda.